# 北門 (大字)
北門，原稱為北門嶼，是臺灣臺南市北門區的一個傳統地域名稱，也是全區行政中心所在，位於該區中部偏南。相較於今日行政區，其範圍大致包括北門里不含東北端及東南端及西北部頭港大排水以北部分、玉港里西南部凸出部分不含最西南端、永隆里南部。

## 歷史
台灣日治初期，北門地區為一街庄，稱為「北門嶼庄」，隸屬於學甲堡。該庄北及東北與蚵藔庄為鄰，東南與中洲庄為鄰，南邊為溪底藔庄，西邊臨台灣海峽。
1901年（日治明治三十四年）11月，全台設置二十廳，該庄隸屬於鹽水港廳。1909年（明治四十二年）10月，合併二十廳為十二廳，該庄改隸屬於嘉義廳。1920年（大正九年），廢十二廳改設五州二廳，該庄改制為「五軍營」大字，隸屬於臺南州北門郡北門庄。
戰後北門庄改制為北門鄉，隸屬於臺南縣，大字亦改制為村。1950年雲、嘉、南分治，北門鄉隸屬不變。2010年12月，因臺南縣市合併直轄臺南市，北門鄉改制為北門區。

## 聚落
本地區發展較早的聚落有北門嶼、舊埕、灰磘港、井仔腳等，在日治期初期的官方地圖上已有記載。

## 交通
省道台17線又稱「西部濱海公路」，是臺中市清水區甲南至屏東縣枋寮鄉水底寮的幹道，經過本地區北門嶼聚落東郊及舊埕聚落南鯤鯓、蚵藔、小蚵藔等聚落。由該道向北微西轉東北可前往嘉義縣布袋鎮、東石鄉、雲林縣口湖鄉西部、四湖鄉西部等地；向南南東可前往將軍區、七股區、安南區、臺南市市區等地。
省道台61線又稱「西部濱海快速公路」，目前通車路段北起新北市八里區臺北港，南至臺南市七股區九塊厝，經過本地區中西部。最近的交流道在北側為省道台84線（東西向快速公路－北門玉井線）交會處的北門交流道；在南側為市道174號交會處的三寮灣交流道，由此等可快速前往台灣西部沿海各地。
市道171號是北門區北門市區至官田區烏山頭的道路。
區道南9線是保吉至二重港的道路。
區道南10線是井仔腳至西山的道路。
區道南12線是北門至玉港的道路。
區道南15線是北門至三寮灣的道路。

## 廟宇
- 鎮海將軍廟
- 北門嶼永隆宮